# Genser
Genser — группа российских компаний, владелец сети автосалонов. Штаб-квартира — в Москве. Создана 20 мая 1991 года. С 2018 года СМИ сообщают о значительных проблемах в деятельности компаний.

## Собственники и руководство
Акционерами Genser на январь 2010 года являлись наследники бывшего председателя совета директоров компании Игоря Пономарёва (скончался 19 января 2010 года после продолжительной болезни) и Владимир Пронин (председатель правления) — в совокупности они владели 51 % акций компании. 28 % компании контролировал фонд Volga River, 21 % — фонд Solway Investment.

## Деятельность
Genser является официальным дилером марок BMW, Nissan, Datsun, Infiniti, Chevrolet, Renault, Opel, Cadillac, Mazda, Hyundai, Jeep, Toyota, Mercedes-Benz, Mitsubishi, Volkswagen, Volvo и УАЗ.
В 2005 году Genser приступила к реализации масштабной региональной программы по созданию сети фирменных автоцентров в различных городах России. Шестнадцать центров Genser, представляющих марки Nissan, Chevrolet, Opel, Ford, Hyundai, Volkswagen, Mercedes-Benz, Jaguar, Land Rover, Toyota, BMW, Mitsubishi и УАЗ, работают в Белгороде, Калуге, Липецке и Котласе.
Выручка компании в 2008 году, по оценке журнала «АвтоБизнесРевю», составила около $1,5 млрд.
В 2011 году сообщалось, что Genser может провести IPO в Лондоне. Компания попадала в рейтинг 100 крупнейших частных компаний в стране и была одной из пяти крупнейших автодилеров России.
В 2016 году Genser продал 26 тысяч автомобилей на сумму около 46 млрд рублей и занимал 8-9 место по продажам в стране. В начале 2017 года компания имела 45 автоцентров, но к концу года закрыла 6 из них. За 2017 год было продано около 10 тысяч автомобилей.
В 2018 году СМИ сообщали, что совладельцы компании искали способы спасения от банкротства. Продажи автомобилей большинства компаний были прекращены, сохранилось лишь сервисное обслуживание.